# Karang Anyar (Secanggang)
Karang Anyar is een bestuurslaag in het regentschap Langkat van de provincie Noord-Sumatra, Indonesië. Karang Anyar telt 4660 inwoners (volkstelling 2010).